# Campionati francesi di sci alpino 2025
I Campionati francesi di sci alpino 2025 si sono svolti a Méribel dal 1º al 6 aprile; sono stati assegnati i titoli di discesa libera, supergigante, slalom gigante e slalom speciale, sia maschili sia femminili. 
Trattandosi di competizioni valide anche ai fini del punteggio FIS, vi hanno potuto partecipare anche sciatori di altre federazioni, senza che questo consentisse loro di concorrere al titolo nazionale francese. 

## Risultati

### Uomini

#### Discesa libera
| Pos. | Atleta                  | Nazione | Tempo   |
| ---- | ----------------------- | ------- | ------- |
| 1    | Nils Allègre            | Francia | 1:11,70 |
| 2    | Maxence Muzaton         | Francia | 1:11,99 |
| 3    | Charles Gamel Seigneur  | Francia | 1:12,22 |
| 4    | Ken Caillot             | Francia | 1:12,33 |
| 5    | Adrien Théaux           | Francia | 1:12,44 |
| 6    | Sam Alphand             | Francia | 1:12,52 |
| 7    | Léo Ducros              | Francia | 1:12,54 |
| 8    | Alban Elezi Cannaferina | Francia | 1:12,82 |
| 9    | Matthieu Bailet         | Francia | 1:13,05 |
| 10   | Thomas Chaix            | Francia | 1:13,09 |

Data: 1º aprile

#### Supergigante
| Pos. | Atleta                  | Nazione | Tempo   |
| ---- | ----------------------- | ------- | ------- |
| 1    | Florian Loriot          | Francia | 1:26,28 |
| 2    | Nils Allègre            | Francia | 1:26,37 |
| 3    | Alban Elezi Cannaferina | Francia | 1:26,53 |
| 4    | Adrien Théaux           | Francia | 1:26,67 |
| 5    | Matthieu Bailet         | Francia | 1:26,93 |
| 6    | Léo Ducros              | Francia | 1:27,19 |
| 7    | Léo Coppel              | Francia | 1:27,23 |
| 8    | Thomas Chaix            | Francia | 1:27,80 |
| 9    | Ken Caillot             | Francia | 1:27,89 |
| 10   | Pablo Banfi             | Francia | 1:28,18 |

Data: 3 aprile

#### Slalom gigante
| Pos. | Atleta                  | Nazione | Tempo   |
| ---- | ----------------------- | ------- | ------- |
| 1    | Guerlain Favre          | Francia | 2:13,13 |
| 2    | Léo Anguenot            | Francia | 2:13,92 |
| 2    | Alban Elezi Cannaferina | Francia | 2:13,92 |
| 4    | Charlie Woodbridge      | Francia | 2:14,99 |
| 5    | Loévan Parand           | Francia | 2:15,67 |
| 6    | Mathieu Faivre          | Francia | 2:15,83 |
| 6    | Nash Hout-Marchand      | Francia | 2:15,83 |
| 8    | Arthur Heude            | Francia | 2:16,03 |
| 9    | Paul Silvestre          | Francia | 2:16,10 |
| 10   | Jonas Skabar            | Francia | 2:16,21 |

Data: 5 aprile

#### Slalom speciale
| Pos. | Atleta                | Nazione | Tempo   |
| ---- | --------------------- | ------- | ------- |
| 1    | Théo Lopez            | Francia | 1:46,37 |
| 2    | Steven Amiez          | Francia | 1:46,47 |
| 3    | Victor Muffat Jeandet | Francia | 1:46,78 |
| 4    | Antoine Azzolin       | Francia | 1:46,94 |
| 5    | Hugo Desgrippes       | Francia | 1:47,48 |
| 6    | Léo Anguenot          | Francia | 1:47,95 |
| 7    | Paul Silvestre        | Francia | 1:48,19 |
| 8    | Guerlain Favre        | Francia | 1:48,39 |
| 9    | Augustin Bianchini    | Francia | 1:48,56 |
| 10   | Flavio Vitale         | Francia | 1:48,86 |

Data: 6 aprile

### Donne

#### Discesa libera
| Pos. | Atleta              | Nazione              | Tempo   |
| ---- | ------------------- | -------------------- | ------- |
| 1    | Romane Miradoli     | Francia              | 1:15,33 |
| 2    | Elvedina Muzaferija | Bosnia ed Erzegovina | 1:15,86 |
| 3    | Laura Gauché        | Francia              | 1:15,94 |
| 4    | Camille Cerutti     | Francia              | 1:16,14 |
| 5    | Garance Meyer       | Francia              | 1:16,16 |
| 6    | Doriane Escané      | Francia              | 1:16,39 |
| 7    | Clara Direz         | Francia              | 1:16,55 |
| 8    | Paola Orecchioni    | Francia              | 1:16,69 |
| 9    | Loïs Abouly         | Francia              | 1:16,96 |
| 10   | Emy Charbonnier     | Francia              | 1:17,43 |

Data: 1º aprile

#### Supergigante
| Pos. | Atleta              | Nazione              | Tempo   |
| ---- | ------------------- | -------------------- | ------- |
| 1    | Romane Miradoli     | Francia              | 1:25,73 |
| 2    | Laura Gauché        | Francia              | 1:27,24 |
| 3    | Cande Moreno        | Andorra              | 1:27,44 |
| 4    | Camille Cerutti     | Francia              | 1:27,74 |
| 5    | Axelle Chevrier     | Francia              | 1:27,75 |
| 6    | Loïs Abouly         | Francia              | 1:27,82 |
| 7    | Clara Direz         | Francia              | 1:27,83 |
| 8    | Elvedina Muzaferija | Bosnia ed Erzegovina | 1:27,90 |
| 9    | Doriane Escané      | Francia              | 1:28,05 |
| 10   | Emy Charbonnier     | Francia              | 1:28,59 |

Data: 4 aprile

#### Slalom gigante
| Pos. | Atleta            | Nazione | Tempo   |
| ---- | ----------------- | ------- | ------- |
| 1    | June Brand        | Francia | 2:18,04 |
| 2    | Clara Direz       | Francia | 2:18,49 |
| 3    | Doriane Escané    | Francia | 2:18,60 |
| 4    | Axelle Chevrier   | Francia | 2:18,68 |
| 5    | Marion Chevrier   | Francia | 2:18,84 |
| 6    | Camille Cerutti   | Francia | 2:18,90 |
| 6    | Romane Miradoli   | Francia | 2:18,90 |
| 8    | Caitlin McFarlane | Francia | 2:19,03 |
| 9    | Loïs Abouly       | Francia | 2:19,10 |
| 10   | Alizée Dahon      | Francia | 2:19,17 |

Data: 6 aprile

#### Slalom speciale
| Pos. | Atleta            | Nazione | Tempo   |
| ---- | ----------------- | ------- | ------- |
| 1    | Annabel Jallat    | Francia | 1:49,14 |
| 2    | Caitlin McFarlane | Francia | 1:49,18 |
| 3    | Marion Chevrier   | Francia | 1:49,20 |
| 4    | Marie Lamure      | Francia | 1:49,37 |
| 5    | Kim Vanreusel     | Belgio  | 1:50,44 |
| 6    | Stessy Tripodi    | Francia | 1:52,74 |
| 7    | Pauline Simond    | Francia | 1:53,11 |
| 8    | Léonie Carroz     | Francia | 1:53,19 |
| 9    | Amélie Giraud     | Francia | 1:54,20 |
| 10   | Emy Charbonnier   | Francia | 1:54,58 |

Data: 5 aprile